# گوژلین ماوه
گوژلین ماوه (به لاتین: Goźlin Mały) یک روستا در لهستان است که در گمینا ویلگا واقع شده‌است.